# Kostel svatého Petra a Pavla (Milovice u Hořic)
Kostel svatého Petra a Pavla je římskokatolický, filiální, orientovaný kostel v Milovicích u Hořic. Situován je v centru obce. Je chráněn jako kulturní památka.

## Historie
Stavba gotického původu je v roce 1384 uváděna jako farní kostel. Byla přestavěn v roce 1613 renesančně a do dnešní podoby barokně v letech 1740-1758.

## Architektura
Pozdně gotický kostel s mohutnou věží s cibulovitou bání. Jednolodní stavba o třech polích s presbytářem o 5 stranách nepravidelného osmiúhelníka. Nároží a pilíře jsou zesíleny toskánskými pilastry. Vnitřek věže slouží jako sakristie.

## Bohoslužby
Poutní bohoslužby se konají v neděli okolo 29. června.